# Leo Baeck
Leo Baeck (Lissa, 23 mei 1873 – Londen, 2 november 1956) was een Duits-Joodse rabbijn en theoloog. Als voorzitter van de Reichsvereinigung der Juden in Deutschland was hij een van de leiders van de Joodse gemeenschap in Duitsland onder het nazibewind.

## Levensloop

### Vroege jaren
Leo Baeck was de enige zoon van de rabbijn Samuel Baeck (1834–1912) en diens vrouw Eva Placzek.(1840–1926). Hij had vier zussen. Baeck studeerde vanaf 1894 in Breslau aan het Joods Theologische Seminarie. Daarnaast studeerde hij filosofie in Berlijn aan de Friedrich-Wilhelms-Universität. In 1895 promoveerde hij bij Wilhelm Dilthey op een proefschrift met als titel Spinozas erste Einwirkungen auf Deutschland. 
In 1895 werd Baeck rabbijn in Oppeln. Van 1907 tot 1912 vervulde hij die positie in de Grote Synagoge in Düsseldorf om vervolgens de overstap te maken naar de Joodse gemeente in Berlijn. Tijdens de Eerste Wereldoorlog was hij geestelijk verzorger in het Duitse leger.
Baeck publiceerde in 1905 het boek Das Wesen des Judentums. Het boek was een reactie op het boek van de christelijke theoloog Adolf von Harnack Das Wesen des Christentums. Mede hierdoor groeide Baeck bekendheid en groeide hij uit tot een van de gezichten van de liberaal-Joodse gemeenschap in Duitsland. Gedurende de tijd van de Weimarrepubliek vervulde Baeck verschillende bestuursfuncties in prominente Joodse organisaties. Zo was hij voorzitter van het Allgemeinen Rabbinerverbandes in Deutschland, de Zentralwohlfahrtsstelle der Juden in Deutschland en de Duitse afdeling van B'nai B'rith.

### Onder het nazibewind
Na de machtsovername door de nazi's werd Baeck voorzitter van de Reichsvertretung der Deutschen Juden, een koepelorganisatie die de belangen van de Duitse Joden behartigde. De organisatie stond de verarmde Joodse bevolking bij, zorgde voor hulp bij onderwijs en hielp bij de emigratie van Joden naar het buitenland. Baeck had de mogelijkheid te emigreren, maar koos ervoor om in Duitsland te blijven. Na de Kristallnacht in november 1938 werd de Reichsvertretung der Deutschen Juden ontbonden. Er werd een nieuwe organisatie gevormd met de naam Reichsvereinigung die direct onder controle van de autoriteiten viel. Baeck was hier wederom voorzitter van. Dat bleef hij tot zijn deportatie in januari 1943 naar Theresienstadt.
Baeck was in Theresienstadt voorzitter van de Joodse Raad. Daardoor had hij voorrechten zoals beter voedsel en een mooier verblijf. Ook kon hij voorkomen dat familie en bekenden op transport werden gezet, hoewel dat niet hielp om zijn zussen te beschermen. Drie van hen kwamen om tijdens de Holocaust.
Via de uit Auschwitz ontsnapte gevangene Siegfried Lederer kwam Baeck er in augustus 1943 al achter wat er in Auschwitz gebeurde, namelijk de massamoord op Joden. Baeck koos ervoor om dit niet door te vertellen omdat dat zou leiden tot een catastrofe. Hannah Arendt noemde Baeck later in haar boek Eichmann in Jeruzalem als een van de Joodse functionarissen die met de nazi's samenwerkte. Baeck zou hebben gedacht dat het humaner was om niets te zeggen dan te "leven met de verwachting van de dood door vergassing".

### Naoorlogse jaren
Na de oorlog vestigde Baeck zich in Londen, waar hij voorzitter werd van de een liberaal-Joodse synagoge. Daarnaast doceerde hij aan een Joods seminarie in het Amerikaanse Cincinnati en was voorzitter van de World Union for Progressive Judaism. In zijn laatste jaren publiceerde Baeck het boek This People Israel: The Meaning of Jewish Existence, waarin hij nadrukkelijk Jezus en Paulus in de Joodse traditie plaatste.

## Persoonlijk
Baeck was getrouwd met 	Natalie Hamburger (1878-1937). Samen kregen zij een dochter: Ruth Auguste Baeck (1900-1965).